# Allunionsagentur für den Schutz der Autorenrechte
Die Allunionsagentur für den Schutz der Autorenrechte (Wsessojusnoje Agentstwo po awtorskim prawam (WAAP) – (Всесоюзное агентство по авторским правам ВААП)) wurde nach dem Beitritt der Sowjetunion am 27. Februar 1973 mit Wirkung zum 27. Mai 1973 zum Internationalen Welturheberrechtsabkommen durch Dekret vom 20. August am 20. September 1973 gegründet. Bei der WAAP handelte es sich offiziell um eine nichtstaatliche Autorenorganisation, die die urheberrechtlichen Interessen russischer Autoren vertrat.
Die WAAP ersetzte die Allunionsverwaltung für den Schutz der Autorenrechte (Wsessojusnoje uprawlenije po ochrane awtorskich praw (WUOAP)).